# Siège d'Ancône
Guerre napolitaine
Batailles
Batailles des Cents-Jours
Campagne du duc d'Angoulême
- Ajaccio
- Bonifacio
- Montélimar
- Loriol

Campagne de Belgique
- Ligny
- Quatre-Bras
- Waterloo
- Wavre

Campagne de France de 1815
- Maubeuge
- Huningue
- La Souffel
- Vélizy
- Rocquencourt
- Sèvres
- Issy

Guerre napolitaine
- Panaro
- Ferrare
- Occhiobello
- Carpi
- Casaglia
- Ronco
- Cesenatico
- Pesaro
- Scapezzano
- Tolentino
- Ancône
- Castel di Sangro
- San Germano
- Gaète

Guerre de Vendée et Chouannerie de 1815
- Les Échaubrognes
- L'Aiguillon
- Aizenay
- Sainte-Anne-d'Auray
- Cossé
- Saint-Gilles-sur-Vie
- Redon
- Les Mathes
- Muzillac
- Rocheservière
- Thouars
- Auray
- Châteauneuf-du-Faou
- Guérande
- Fort-la-Latte

Le siège d'Ancône se déroula pendant la guerre napolitaine. Il se déroule du 5 mai au 30 mai 1815, quelques jours après la bataille de Tolendino du 3 mai 1815. Le siège d'Ancône est l'une des dernières batailles en Italie pendant les Guerres Napolitaines.
La ville d'Ancône sera la dernière des plus grands villes italienne à capituler. La bataille oppose les forces de Napoléon et l'alliance anglo-autrichienne pendant les Cent-Jours. Les Anglo-Autrichiens cherchaient à défaire les forces de Napoléon et, après, à rejeter les Français vers l'Italie de l'Est, en visant à l'élimination de la monarchie de Murat mise en place par Bonaparte et à encercler les États du pape.

## Bataille
Après la bataille de Tolentino, une force autrichienne de 2 300 soldats mise en place par le général major autrichien assiège Ancône, défendue par une garnison de l'armée de Napoléon de 1 500 soldats à partir du 5 mai 1815.
Cette garnison provenait de la brigade de Carascossa, qui avait refusé d'affronter à Cesano les troupes autrichiennes de Neipperg, permettant ainsi la défaite de Murat à Tolentino.

Les Français perdirent 500 hommes du fait du bombardement anglo-autrichien avant de capituler le 30 mai.